# Lisa Magdalena Agerer
Lisa Magdalena Agerer (Zams, 1º novembre 1991) è un'ex sciatrice alpina italiana, vincitrice della Coppa Europa nel 2012.

## Biografia
Nata a Zams e residente a Nauders, la Agerer ha doppia cittadinanza, in quanto figlia di padre austriaco e di madre italiana, ma ha scelto di gareggiare per la nazionale italiana. Formatasi agonisticamente nelle file dell'Amateur Ski Club Haid di San Valentino alla Muta, dal 2010 ha gareggiato per il Gruppo Sportivo Forestale e dal 2017 per il Centro Sportivo Carabinieri.

### Stagioni 2006-2012
Attiva in gare FIS dal dicembre del 2006, ha esordito in Coppa Europa il 10 dicembre 2007 ad Alleghe/Zoldo Alto in slalom gigante e in Coppa del Mondo il 24 ottobre 2009 a Sölden nella medesima specialità, in entrambi i casi senza completare la prova. Il 3 dicembre 2010 ha ottenuto la prima vittoria in Coppa Europa, nonché primo podio, nello slalom gigante di Kvitfjell; nel 2011 ha vinto la medaglia d'argento ai Mondiali juniores di Crans-Montana, preceduta soltanto dalla svedese Sara Hector, e ha concluso 2ª nella classifica generale di Coppa Europa, preceduta dall'austriaca Jessica Depauli.
Il 26 novembre 2011 ha conquistato i primi punti in Coppa del Mondo, giungendo 17ª nello slalom gigante disputato sulle nevi di Aspen. Nella stagione 2012, oltre a migliorarsi in Coppa del Mondo dove ha ottenuto il suo unico piazzamento tra le prime dieci nello slalom gigante di Åre del 9 marzo (7ª con il miglior tempo nella seconda manche), ha realizzato una notevole performance in Coppa Europa: è riuscita infatti a inanellare otto successi consecutivi tra il 14 febbraio e il 15 marzo, che le hanno permesso di conquistare la Coppa Europa assoluta.

### Stagioni 2013-2018
Ha gareggiato regolarmente in Coppa del Mondo fino alla fine del 2013, senza ottenere risultati di rilievo, per poi tornare a competere principalmente in Coppa Europa; il suo ultimo podio nel circuito continentale è stato la vittoria nel supergigante di Saalbach-Hinterglemm del 12 marzo 2016 e la sua ultima gara in Coppa del Mondo è stata il supergigante di Val-d'Isère del 18 dicembre dello stesso anno (35ª).
Si è ritirata nel corso della stagione 2017-2018 e la sua ultima gara è stata il supergigante di Coppa Europa disputato a Innerkrems l'11 gennaio, chiuso dalla Agerer al 59º posto; in carriera non ha preso parte né a rassegne olimpiche né iridate.

## Palmarès

### Mondiali juniores
- 1 medaglia:
  - 1 argento (slalom gigante a Crans-Montana 2011)

### Coppa del Mondo
- Miglior piazzamento in classifica generale: 60ª nel 2012

### Coppa Europa
- Vincitrice della Coppa Europa nel 2012
- Vincitrice della classifica di discesa libera nel 2012
- Vincitrice della classifica di slalom gigante nel 2011 e nel 2012
- 16 podi:
  - 13 vittorie
  - 2 secondi posti
  - 1 terzo posto

#### Coppa Europa - vittorie
| Data             | Località             | Paese    | Specialità |
| ---------------- | -------------------- | -------- | ---------- |
| 3 dicembre 2010  | Kvitfjell            | Norvegia | GS         |
| 19 dicembre 2010 | Limone Piemonte      | Italia   | GS         |
| 14 febbraio 2012 | Sella Nevea          | Italia   | SG         |
| 18 febbraio 2012 | Sella Nevea          | Italia   | DH         |
| 19 febbraio 2012 | Sella Nevea          | Italia   | DH         |
| 24 febbraio 2012 | Andalo               | Italia   | GS         |
| 25 febbraio 2012 | Andalo               | Italia   | GS         |
| 27 febbraio 2012 | Abetone              | Italia   | GS         |
| 28 febbraio 2012 | Abetone              | Italia   | GS         |
| 15 marzo 2012    | Pila                 | Italia   | DH         |
| 22 marzo 2015    | Soldeu               | Andorra  | SG         |
| 26 gennaio 2016  | Châtel               | Francia  | SG         |
| 12 marzo 2016    | Saalbach-Hinterglemm | Austria  | SG         |

Legenda:

DH = discesa libera

SG = supergigante

GS = slalom gigante

### South American Cup
- Miglior piazzamento in classifica generale: 20ª nel 2014
- 2 podi:
  - 1 secondo posto
  - 1 terzo posto

### Campionati italiani
- 8 medaglie[3]:
  - 2 argenti (slalom gigante nel 2008; slalom gigante nel 2012)
  - 6 bronzi (supergigante nel 2008; supergigante, slalom gigante nel 2010; discesa libera, supergigante nel 2012; supergigante nel 2013)

### Campionati italiani juniores
- 1 medaglia[4]:
  - 1 oro (supergigante nel 2007)